# Ланг, Мария
Дагмар Мария Ланге (швед. Dagmar Maria Lange, псевдоним — Мария Ланг швед. Maria Lang; 31 марта 1914, Вестерос, Швеция — 9 октября 1991, Нура, Швеция) — шведская писательница, автор детективов и педагог.

## Жизнеописание
Дагмар Мария была единственною дочерью редактора Класса Бернарда Ланге и Эльсы Кейсер. В 1916 году её отец умер. Мать избегала говорить о причинах его смерти, это было табу. Впоследствии она вышла замуж за мелкого торговца Карла Ивара Ульссона, который был старше её на десять лет. У этой пары родились две дочери. Уравновешенный и благочестивый, отчим жаловал Дагмар Марию, и это повлияло на её раннее развитие.
В свои двенадцать лет девочка увлеклась чтением, это увлечение остается у неё на всю жизнь. Прочитала произведения, в частности, таких авторов, как Шарлотта, Эмили и Энн Бронте, Чарлз Диккенс, Виктор Гюго, Лев Толстой и многих других. Благодаря врожденным особенностям спала мало, по четыре-пять часов в сутки. Уже взрослой она считала величайшими шведскими писателями Эсаяса Тегнера и Пера Лагерквиста.
Семья жила скромно. В 1933 году Дагмар Мария окончила среднюю школу. Довольно поздно — только благодаря бабушкиному наследству — смогла поступить в Уппсальский университет. Спустя некоторое время она, как и Карин Бойе, как и Вивека — героиня первой книги Марии Ланг, перешла учиться в Стокгольмский университет (тогда он назывался Стокгольмской высшей школой). Подрабатывала на жизнь учительствуя. Диплом филолога (специальность — история литературы) получила в 1946 году, написав «Понтус Викнер как беллетрист» — про шведского философа и эстета Карла Понтуса Викнера.
С 1948 по 1974 год Мария Ланг учительствовала в одной и той же стокгольмской Новой средней школе — Альстремской школе (Nya elementärskolan — Ahlströmska skolan). До 1968 года, пока занимала должность директора, жила в служебном жилье — левом флигеле здания школы на улице Коммендерсгатан, 31.
Вышла на пенсию в 1974 году, и в 1979 году поселилась в Нуре — живописном местечке в лесах области Бергслаген, где в одиночестве, так и не выйдя замуж, прожила 12 лет — до самой смерти. Ночью ради вдохновения она часто выходила на долгие прогулки по набережной озера Нурашён. Именно там благодарные горожане поставили писательнице памятник — бюст. Очень много её произведений связано с городком Скуга, почти тождественным прообразом которого является Нура, и в настоящее время городское туристическое бюро предлагает оригинальную услугу — маршрут по местам событий в таких книгах. Похоронили Марию Ланг с большими почестями на Северном кладбище в том же городе. Её именем назван переулок в Нуре, который выходит к озеру.

## Творчество
Мария Ланг начала публиковаться в 1949 году, выпустив в свет криминальный роман «Врут не только убийцы», который вызвал скандал. В дальнейшем она неуклонно придерживалась девиза «каждый год — не менее одной книги» и за всю жизнь написала сорок три детектива для взрослых и четыре — для детей. У писательницы был успех: каждое её издание выходило довольно значительным тиражом — до 40 000 экземпляров. С 1964 по 1980 год она также писала музыкальные, в том числе и оперные, обзоры для журнала «VeckoJournalen».
В 1971 году Мария Ланг стала одним из 13 основателей Шведской академии детектива, а в 1973 году выбыла из числа членов, не согласившись с тем, что академия наградила книгу Ричарда Нили (англ. Richard Neely) «The Walter Syndrome» как лучший шведскоязычный переводной детектив. В переводе — «Min vän Walter» («Мой друг Уолтер»).
Постоянный персонаж всех произведений Марии Ланг (кроме детских) — это высокий худой Кристер Вийк. Умный, ироничный, с неизменной трубкой, он не расследует преступления только в «Трех бабушках» по той причине, что ему там всего десять лет. Этот комиссар полиции 1919 года рождения. Ему не раз помогает в работе жена Камилла (р. 1931) — прославленная оперная певица. На шесть лет старше её героиня ранних повестей Марии Ланг — небольшая голубоглазая брюнетка Пак. Так, по имени озорного шекспировского духа-затейника, прозвал дочь профессор-египтолог Юханнес Экстедт. Впоследствии она выйдет замуж за филолога Эйнара Буре, любителя детективов. К второстепенным героям многих книг Марии Ланг принадлежат солидный сержант Оке Нурд и опытный судебный медик Альгрен. И, наконец, литературная фигура, которая появляется в нескольких произведениях, — одинокая, немного беспомощная, зато умная и толковая Альми Граан — автор криминальных повестей, alter ego самой Ланг. Те же очки с толстыми стеклами, та же привычка прогуливаться ночью, почти тот же возраст (Альми на год старше). «Almi Graan» — это не что иное, как анаграмма псевдонима «Maria Lang». С каждой следующей книгой все эти персонажи взрослеют. События развиваются преимущественно в Скуге — среде, которую автор очень хорошо знает.

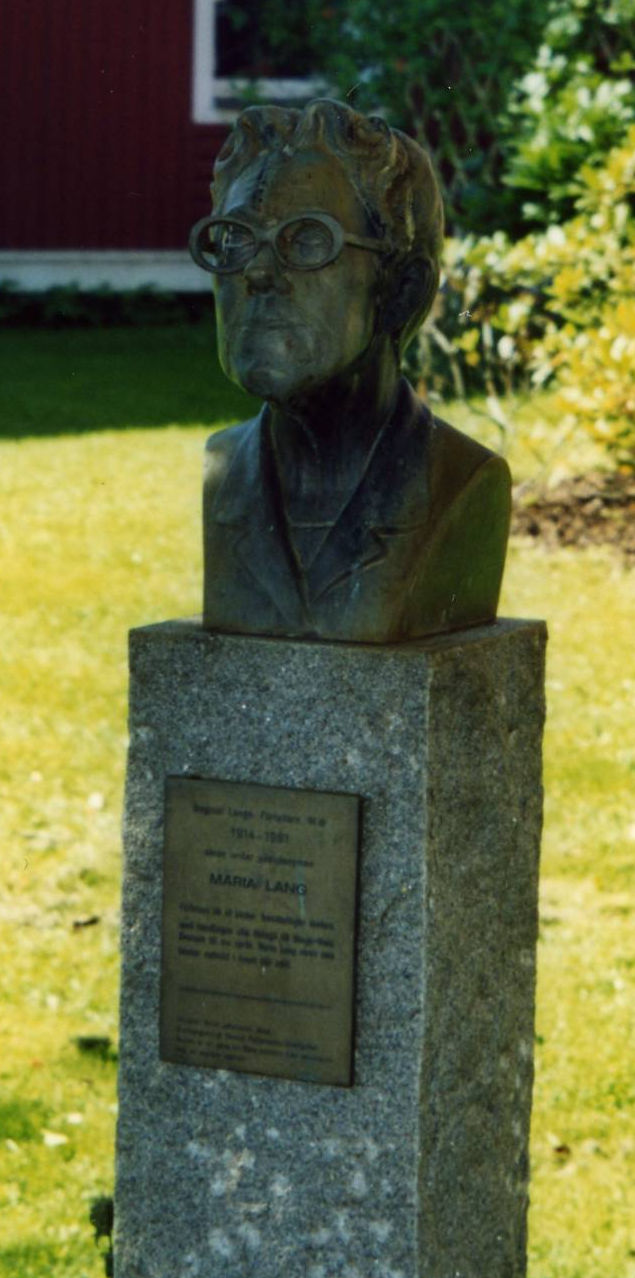
Памятник Ланг

Литературный вклад писательницы производит у критиков двоякое впечатление. С одной стороны, ощущается некоторая искусственность и схематичность. Даже сама Ланг, ведя повествование в «Черном лете», констатирует, что, «к большому неиссякаемому удивлению горожан Скуги, Альми Граан зарабатывала большие деньги, сочиняя маловероятные, далекие от жизни уголовные и шпионские истории». Неоднозначной реакции первых двух книг поспособствовало и то, что стержень их сюжета — это лесбийская любовь, что было подано без надлежащего осуждения. Недоброжелательные критики проводили параллель с дипломной работой Марии Ланг о интеллектуале-гомосексуалисте. Критиковали также как надуманность мотивов преступлений, так и сам способ исполнения.
С другой стороны, эти недостатки компенсированы живостью повествования, умением изложить все то, что замечал острый глаз, с хорошим юмором и ироничностью. Отдельного замечания заслуживает язык произведений — богатый и отборный (хотя, правда, автор немного грешит книжностью). Здесь легко распознается филологическое образование и большая начитанность. Мария Ланг вполне органично вплетает в текст немало сведений из изящной словесности, устами своих героев цитирует классиков и ведет дискуссии об искусстве. Она удачно и к месту добавляет эпиграфы и мотто к произведениям. Благодаря всем этим преимуществам Марию Ланг охотно читают, есть клубы её поклонников. Произведения писательницы переведены не менее чем на восемь языков.